# Бауладу
Бауладу (італ. Bauladu, сард. Baulau) — муніципалітет в Італії, у регіоні Сардинія,  провінція Ористано.
Бауладу розташоване на відстані близько 390 км на південний захід від Рима, 100 км на північний захід від Кальярі, 15 км на північний схід від Ористано.
Населення — 693 особи (2014).

## Демографія
Населення за роками:

Станом на 1 січня 2023 року в муніципалітеті офіційно проживало 13 іноземців з 5 країн, серед них 2 громадяни країн Євросоюзу.

## Сусідні муніципалітети
- Бонаркадо
- Міліс
- Паулілатіно
- Соларусса
- Траматца